# فرودگاه شهری فورت اسکات
فرودگاه شهری فورت اسکات (به انگلیسی: Fort Scott Municipal Airport) یک فرودگاه همگانی بهره‌برداری هوایی با کد یاتا FSK است که یک باند فرود آسفالت دارد و طول باند آن ۱۳۴۲ متر است. این فرودگاه در کشور ایالات متحده آمریکا قرار دارد و در ارتفاع ۲۸۰ متری از سطح دریا واقع شده است.